# Justin Townes Earle
Justin Townes Earle, född 4 januari 1982 i Nashville, Tennessee, död 20 augusti 2020 i Nashville, Tennessee, var en amerikansk artist som gjorde plattor och skrev låtar inom en mängd genrer, bland annat soul, country, blues och folk. Han var son till musikern Steve Earle.
Earle var drogmissbrukare redan från 12-årsåldern. Han avled i en överdos av fentanyltillspetsad kokain.

## Diskografi

### Album
- 2007 – Yuma
- 2008 – The Good Life
- 2009 – Midnight at the Movies
- 2010 – Harlem River Blues
- 2012 – Nothing's Gonna Change the Way You Feel About Me Now
- 2014 – Single Mothers
- 2015 – Absent Fathers
- 2017 – Kids in the Street
- 2019 – The Saint of Lost Causes

### Singlar
- 2011 – "Slippin' & Slidin' " / "Louisiana 1927"
- 2011 – "Move Over Mama" / "Racing In The Streets"
- 2012 – "Nothing's Gonna Change The Way You Feel About Me Now" / "Sneaky Feelings"

### Övrigt
- 2011 – Harlem River Blues" (promosingel)
- 2012 – Daytrotter Presents No. 3 (delat album med Dawes)